# Vakand
Vakand (persiska: وکند) är en ort i Iran.   Den ligger i provinsen Östazarbaijan, i den nordvästra delen av landet, 400 km nordväst om huvudstaden Teheran. Vakand ligger 1 760 meter över havet och antalet invånare är 101.
Terrängen runt Vakand är lite bergig. Runt Vakand är det ganska glesbefolkat, med 40 invånare per kvadratkilometer. Närmaste större samhälle är Tark, 15,0 km väster om Vakand. Trakten runt Vakand består i huvudsak av gräsmarker.